# Parapropacris notatus
Parapropacris notatus är en insektsart som först beskrevs av Karsch 1891.  Parapropacris notatus ingår i släktet Parapropacris och familjen gräshoppor. Inga underarter finns listade i Catalogue of Life.